# Setar
Setar (pers. سه‌تار, przy czym seh znaczy „trzy” a tār „struna”) – tradycyjny perski instrument strunowy szarpany z pudłem rezonansowym, gryfem i 22–28 ruchomymi progami na podstrunnicy.

## Opis
Pierwsze wzmianki o setarze pojawiały się w literaturze perskiej od ok. XII wieku. Pierwsze graficzne przedstawienia setaru pochodzą z XVI-wiecznych manuskryptów. Setar jest wersją dwustrunowego dotaru wywodzącego się z tanburu, do którego dodano trzecią strunę – stąd też nazwa instrumentu. Współczesny sitar ma cztery struny, a czwarta struna została dodana przez Mosztagha Alego Szaha na początku XIX wieku. 
Setar jest jedynym tradycyjnym instrumentem perskim nie używanym w muzyce lekkiej i popularnej. 
Pudło rezonansowe setaru zbudowane jest z drewna morwowego, do którego przymocowany jest długi, wąski gryf z 22–28 ruchomymi progami na podstrunnicy. 
Muzyk trąca struny palcem wskazującym. 

## Wirtuozi setaru
- Mirza Abdollah
- Mirza Hosejn Gholi
- Sa’id Hormozi
- Jusef Forutan
- Ahmad Ebadi (1906–1992)[5]
- Abolhasan Saba[6]
- Darjusz Safwat
- Mohammad Reza Lotfi (ur. 1947)[7]
- Hosejn Alizade (ur. 1951)[8]
- Dżalal Zolfonun
- Darjusz Talaji (ur. 1953)[9]
- Hamid Motebasem
- Masud Sza’ari
- Omid Kamkar Lotfi